# Чистые Пруды (Красноярский край)
Чи́стые Пруды́ — посёлок в Балахтинском районе Красноярского края России. Входит в состав Еловского сельсовета.

## География
Посёлок находится на расстоянии 25 км к северо-западу от посёлка городского типа Балахта, административного центра района.

## История
В 1976 году указом Президиума Верховного Совета РСФСР посёлок фермы № 2 Еловского совхоза переименован в Чистые Пруды.

## Население
| 1989 | 2002 | 2010 |
| ---- | ---- | ---- |
| 357  | ↗365 | ↘295 |

### Гендерный состав
По данным Всероссийской переписи населения 2010 года, в посёлке проживало 295 человек (140 мужчин и 155 женщин).